# 対戦車兵器
対戦車兵器(たいせんしゃへいき)とは狭義に戦車に対して攻撃する火器そのもの、広義には対戦車システム全般をさす。本項目では前者、特に他の兵器運用体系に組み込まれずに単体で用いられる兵器について取り上げる。
戦車自身が対戦車用に搭載している火砲については戦車砲を参照。

## 分類
弾薬類
- 徹甲弾（AP）
  - 高速徹甲弾（HVAP）
  - 装弾筒付徹甲弾（APDS）
  - 装弾筒付翼安定徹甲弾（APFSDS）

- 成型炸薬弾
- 粘着榴弾
- その他、対戦車地雷や爆薬類（特に梱包爆薬）が肉薄攻撃に使用される。
  - 対戦車榴弾
  - 火炎瓶
  - 吸着地雷

投射手段
- 対戦車ライフル（対物ライフル）
- 対戦車擲弾/対戦車擲弾発射器
  - 小銃擲弾（例：M31 HEAT ライフルグレネード）
  - 対戦車ロケット擲弾（例：RPG、M72 LAW）
  - 無反動砲（例：パンツァーファウスト、RPG-2）
  - その他（例：PIAT）

- 対戦車ミサイル
- 対戦車砲
- 動物兵器（例：対戦車犬）

投射手段がない場合に兵士が手で弾薬類を設置したり投擲することを肉薄攻撃という
プラットフォーム
- 対戦車車両
- 攻撃ヘリコプター
- 攻撃機

## 歴史

### 第一次世界大戦
第一次世界大戦で登場した戦車は、装甲車両に有効な対抗手段を持たない敵軍を恐慌に陥らせた。史上初めて戦車に対抗することを強いられたドイツ軍は、野砲を前線に配置したり、歩兵に小銃用徹甲弾を配給したりする傍ら、専用兵器として対戦車銃を投入した。当時の戦車は装甲が薄く、速度も遅かったため、このような手段であっても十分に対抗できた。
また、火炎瓶をエンジンの開口部に投げつけて火災を発生させ、戦闘能力を奪う方法もこのころからあった。

### 戦間期から第二次世界大戦
各国軍に対戦車砲が配備されるようになる。当初は手押しで運べる程度の小型火砲（口径にして25mm～45mm程度)が主流であったが、戦車の装甲の強化に対抗して大型化していった。その結果大戦後半には野砲や高射砲と同じような大きさ(口径75mm以上)になり、けん引車両を必要とするようになる。
対戦車砲の中には実際に高初速の野砲や高射砲から発展したものもある。一方で対戦車ライフルは威力向上の限界から陳腐化した。
成型炸薬弾の実用化は低初速の火器にも対戦車用途への扉を開いた。特に歩兵は対戦車ロケット弾、無反動砲などの対戦車擲弾発射器によって、対戦車能力を大きく向上させた。

### 第二次大戦後から現代
対戦車ロケットに誘導機能を付加した対戦車ミサイルが登場し、第四次中東戦争で威力を証明した。一時は成型炸薬弾に耐えるほど戦車の装甲を増すことは不可能であり対戦車火器の前に無力だといわれるまでになった。しかし、爆発反応装甲や複合装甲の登場など戦車の装甲が質的に向上を遂げて、再び対戦車火器と装甲のシーソーゲームが再開された。
今日においてもより強力な対戦車火器の登場が要望されて続けている。近年では成型炸薬弾だけでなく運動エネルギーによっても戦車を撃破できる対戦車ミサイルが登場している。一方で従来の対戦車砲は大型化の果てに運用性を損ない陳腐化した。また火炎瓶は戦車がNBC兵器汚染環境下において乗員を保護するために外部から密閉された構造となり、また引火しやすいガソリンエンジンを使わなくなったため、あまり有効でなくなった。現代の戦車は機械化された随伴歩兵をともなっているため戦歩分離が難しく、戦車自身も高度な探査センサーを装備しているため、肉薄攻撃自体が困難なものになっている。また、イラク戦争以後はIEDや地雷による攻撃が深刻化している。